# 岸沢惟安
岸沢 惟安（きしざわ いあん、1865年9月12日（慶応元年7月23日） - 1955年（昭和30年）3月26日）は、曹洞宗の僧、仏教学者。

## 略歴
武蔵国埼玉郡上池守（現・埼玉県行田市）の木元要吉の四男として生まれる。幼名は計之助。埼玉県師範学校卒業。開新小学校（現・熊谷市立成田星宮小学校）の訓導・校長を務めたあと、1897年西有穆山に就いて得度。丘宗潭にも師事、生涯を『正法眼蔵』の解明に尽くした。埼玉県の清法寺、兵庫県の永源寺、京都府の安泰寺、青森県の法光寺を歴住し、静岡県志太郡豊田村（現焼津市）に旭伝院を開創した。号に眠芳など。

## 著書
- 『修証義大綱講話』鴻盟社 1930
- 『宗意安心』甲子社書房 1931
- 『正法眼蔵菩提薩埵四摂法巻葛藤集』鴻盟社 1933
- 『禅的生活』鴻盟社 1933
- 『興正寺第十三世安心院蔵海和尚志料』鴻盟社 1934
- 『わが子のかはいゝ心』鴻盟社 1934
- 『典座教訓講話』鴻盟社 1935
- 『正法眼蔵行持巻上葛藤集』鴻盟社 1936
- 『正法眼蔵現成公案巻葛藤集』鴻盟社 1938
- 『先師西有穆山和尚』道元禅師讃仰会刊行部 1938
- 『戒法のお話』山喜房仏書林 1943
- 『信心銘葛藤集』要書房 1947
- 『旭伝開山眠芳惟安和尚語録 天地人巻』岸沢知等編 旭伝開山語録刊行所 1964-1969
- 『改訂仏祖正伝禅戒鈔講話』全4巻 門脇聴心筆記 曹洞宗宗務庁 1971-74
- 『参同契葛藤集・宝鏡三昧歌講話』萩原得閑編 大法輪閣 1971
- 『正法眼蔵全講』全24巻 門脇聴心録 大法輪閣 1972-74

### 編・訳
- 西有瑾英『普勧坐禅儀提耳録』編 鴻盟社 1911
- 『仏説玉耶女経』訳 鴻盟社 1911
- 西有穆山『坐禅用心記提耳録』編 鴻盟社 1933
- 道元『永平道元禅師清規 大清規』校訳 宮養庵 1967
- 『仏説延命地蔵菩薩経』訓読 永源寺 1967
- 正覚『宏智古仏頌古百則 従容録』訓訳 岸沢知等編 禅学研究会　1967